# Livre de Habacuc
Le Livre d'Habacuc est un Livre de l'Ancien Testament.
Habacuc est un prophète de Juda qui parla de l'état pécheur du peuple, peut-être au cours du règne de Joaqim, roi de Juda (env. 600 av. J.-C.).

## Résumé
Le chapitre 1 est une discussion entre le prophète et Dieu, comme le douzième chapitre du Livre de Jérémie. Habacuc est perturbé de voir les méchants prospérer autour de lui. Dieu lui annonce alors la venue des Chaldéens qu'il décrit comme d'impitoyables conquérants. Effrayé, le prophète demande s'ils seront à leur tour punis.
Au chapitre 2, Dieu lui recommande d'être patient : les justes doivent être fidèles à leur foi. Ainsi, les conquérants seront châtiés pour leurs pillages, leur violence et leur idolâtrie.
Le chapitre 3 contient une prière d'Habacuc dans laquelle il reconnaît la justice de Dieu.